# Peunayong (Kuta Alam)
Peunayong is een bestuurslaag in het regentschap Banda Aceh van de provincie Atjeh, Indonesië. Peunayong telt 2540 inwoners (volkstelling 2010).